# Kiyofumi Nagai
Kiyofumi Nagai (永井 清史, Nagai Kiyofumi, né le 18 mai 1983) est un coureur cycliste sur piste japonais. Il a remporté la médaille d'argent du keirin aux Jeux olympiques de 2008 à Pékin.

## Palmarès

### Jeux olympiques
- Pékin 2008
  -  Médaillé de bronze du keirin
  - 6e de la vitesse par équipes

### Coupe du monde
- 2003
  - 1er de la vitesse par équipes à Sydney (avec Toshiaki Fushimi et Tomohiro Nagatsuka)

### Championnats d'Asie
- Bangkok 2002
  -  Champion d'Asie de vitesse
  -  Champion d'Asie de vitesse par équipes (avec Keiichi Omori et Tomohiro Nagatsuka)
- Nara 2008
  -  Médaillé d'argent du keirin
  -  Médaillé de bronze de la vitesse par équipes